# Barthold Heinrich von Lützow
Barthold Heinrich von Lützow, född den 22 mars 1654, död den 8 februari 1729, var en dansk-norsk militär av tysk börd.
Lützow blev 1677 kapten, kom 1699 som överste till Norge, blev 1710 generalmajor, 1716 generallöjtnant, 1718 kommenderande general i Norge, och erhöll 1720 avsked. Lützow var såväl 1716 som 1718 ledare av Norges försvar mot Karl XII.